# Viana de Duero
Viana de Duero é um município da Espanha na província de Sória, comunidade autónoma de Castela e Leão, de área 56,16 km² com população de 72 habitantes (2006) e densidade populacional de 1,30 hab/km².

## Demografia
| Variação demográfica do município entre 1991 e 2004 | Variação demográfica do município entre 1991 e 2004 | Variação demográfica do município entre 1991 e 2004 | Variação demográfica do município entre 1991 e 2004 |
| --------------------------------------------------- | --------------------------------------------------- | --------------------------------------------------- | --------------------------------------------------- |
| 1991                                                | 1996                                                | 2001                                                | 2004                                                |
| 89                                                  | 83                                                  | 77                                                  | 73                                                  |